# 1810年の相撲
1810年の相撲（1810ねんのすもう）は、1810年の相撲関係のできごとについて述べる。

## 興行
- 2月場所（江戸相撲）[1]
  - 興行場所:茅場町薬師境内
  - 3月19日（旧2月15日）より晴天10日間興行
- 5月場所（大坂相撲）[1]
  - 興行場所:難波新地
  - 晴天10日間興行
- 7月場所（京都相撲）[1]
  - 興行場所:二条川東
  - 晴天10日間興行
- 10月場所（江戸相撲）[2]
  - 興行場所:本所回向院
  - 11月16日（旧10月20日）より晴天10日間興行